# Nagydemeter község
Nagydemeter község (románul: Comuna Dumitra) község Beszterce-Naszód megyében, Romániában. Központja Nagydemeter, beosztott falvai Csépán, Szásztörpény.

## Népessége
A 2011-es népszámlálás adatai alapján a község népessége 4282 fő volt.